# Écot
 Écot  là một xã của tỉnh Doubs, thuộc vùng Franche-Comté, miền đông nước Pháp.

## Dân số
| 1962                                 | 1968 | 1975 | 1982 | 1990 | 1999 |
| ------------------------------------ | ---- | ---- | ---- | ---- | ---- |
| 214                                  | 226  | 254  | 363  | 365  | 388  |
| Từ năm 1962: Dân số không tính trùng |      |      |      |      |      |

Ước lượng năm 2004 là 408.